# Ếch giun Bản Nạp
Ếch giun Bản Nạp (danh pháp hai phần: Ichthyophis bannanicus) là một loài ếch giun thuộc chi Ichthyophis. Loài này sinh sống ở Trung Quốc (các tỉnh Vân Nam, Quảng Tây, Quảng Đông), có thể có ở Lào, Myanmar, Việt Nam. Môi trường sinh sống của chúng ở các khu vực nhiệt đới và cận nhiệt đới, trong các ao hồ, sông, vùng ngập nước. Chúng đang bị đe doạ bởi mất nơi sinh sống.